# 村上麻莉奈
村上 麻莉奈（むらかみ まりな、1990年4月20日 - ）は、日本の女性タレント、レースクイーンで、女性アイドルグループ「predia」の元メンバーである。愛称は、まりにゃん。
熊本県出身。プラチナムプロダクション所属。デビュー当初は「村上まりな」名義だった。

## 略歴
2010年のSUPER GTにて「ARTA GALS」としてレースクイーン活動を行う。2010年9月4日、DVD『まりな～美脚天使』（ラインコミュニケーションズ）の発売記念イベントを開催。2010年11月、アイドルグループ「predia」結成に参加。
2011年、日産センチュリー証券イメージガールを務める。2011年9月、ミスFLASH2012にエントリーするが落選。
2012年11月9日、prediaを脱退。2013年3月、明治学院大学法学部卒業。
2015年2月、ガールズユニット「ユルリラポ」を結成。シングル2枚を発表するも2016年10月に解散。
2016年4月、SUPER GT「LEXUS TEAM LEMANS WAKO'S LHG RACE QUEEN “Ms.Legashi”」で6年ぶりにレースクイーン復帰。2017年は事務所の後輩である横田りかと共に、アップガレージ「ドリフトエンジェルス」のメンバーを務めた他、同年10月のWEC世界耐久選手権 富士6時間レースでは、同じ事務所の林紗久羅らと共に「WECグリッドセレモニーガール」を務めた。
2018年は北川瑛里奈（現：北岡えれな）と共に「にゃんこ大戦争ガールズ」としてSUPER GT、スーパーフォーミュラの2カテゴリーで活動。
2019年9月21日 - 9月22日に開催された2019 SUPER GT 第7戦（於：スポーツランドSUGO）にて、「スーパードリエンサポーターズ」としてUP GARAGEチームのコントローラーを務めた。

## 人物
姉が一人いる。
趣味は、読書、漫画を読むこと。家に1,000冊以上の本を所蔵しているほどである。
特技は、声楽。

## 作品

### シングル
predia
- Dia Love（2011年1月26日、JRRC-1023）- EAN 4562232210603。
- Dream Of Love（2011年7月20日、JRRC-1027/8）- EAN 4562232210627。
- ハニーB（2011年11月23日、JRRC-1032/3）- EAN 4562232210641。

ドリフトエンジェルズ
- Stand up! （2017年4月12日、BALL-1016）- EAN 4580327581407。

### アルバム
predia
- Invitation（2012年3月28日、PSMC-0001/2）- EAN 4522197115450。
- Escort me?（2012年12月12日、PSMC-0005/6）- EAN 4582414480013。

### 映像作品
- まりな〜美脚天使（2010年8月20日、LCDV-40434）- EAN 4529971404342。
- 沖縄まりな〜ず（2011年1月22日、TRID-166）- EAN 4949726301663。

## 出演

### テレビ
- 読モ!（2010年10月 - 2011年3月、日本テレビ）
- モンハンぷらす 一狩りいこうぜ！（2011年1月 - 4月、テレビ東京）
- 情報満喫バラエティ 週末にしたい10のこと!（2012年1月 - 2012年9月、日本テレビ）
- なまうま（2012年1月 - 2012年12月、フジテレビ）

### ラジオ
- パックンたまご（2011年4月22日 - 11月6日、MBSラジオ）